# Psaliodes ocreata
Psaliodes ocreata là một loài bướm đêm trong họ Geometridae.